# Kyros (videogioco)
Kyros, titolo originale Kyros no yakata (カイロスの館?, Kairosu no yakata), è un videogioco arcade di tipo picchiaduro a scorrimento verticale pubblicato a fine 1986 in Giappone da Alpha Denshi, e nel 1987 nel resto del mondo su licenza da World Games, licenza poi ceduta a SEGA.
Con il titolo Desolator, anche sottotitolato Halls of Kyros ("saloni di Kyros", significato simile all'originale giapponese) o Halls of Kairos (a volte citato come nome dell'arcade originale, che però non risulta uscito con questo titolo), venne pubblicato da U.S. Gold nel 1987-1988 per i computer Amstrad CPC, Atari ST, Commodore 64 e ZX Spectrum. Non ha niente a che vedere con lo sparatutto Desolator uscito per MSX.

## Modalità di gioco
Il gioco è un picchiaduro con visuale isometrica e scorrimento verticale verso l'alto, e limitatamente anche orizzontale.
Il giocatore controlla il combattente Mac che può muoversi in tutte le direzioni, colpire con pugni e saltare con una capriola. Raccogliendo power-up si possono ottenere anche armi a distanza.
Si attraversano cinque livelli, con ambienti dotati anche di pareti e porte, che compongono la fortezza del vampiro Kyros. Gli avversari sono di vario tipo, tra cui guardie, uomini di fuoco, cavalieri in armatura, barili rotolanti, mine e lanciafiamme alle pareti.
Mac ha tre vite e la sua resistenza è rappresentata da una barra di energia.
Nei numerosi specchi sono imprigionati dei bambini rapiti da Kyros, che si possono liberare colpendo i pannelli accanto agli specchi. Dopo aver salvato un bambino vestito di rosso Mac si trasforma in "Machoman", un più potente lottatore a torso nudo.